# أبو داود
أبو داود سليمان بن الأشعث بن إسحاق بن بشير بن عمرو بن عمران الأزدي السجستاني المشهور بأبي داود (202-275 هـ) إمام أهل الحديث في زمانه، محدث البصرة، وهو صاحب كتابه المشهور بسنن أبي داود، ولد أبو داود سنة 202 هـ في عهد المأمون في إقليم صغير مجاور لمكران أرض البلوش الأزد يُدعي سجستان. طلب الحديث فزار خراسان، والري، وهراة، وزار الكوفة في 221 هـ، وقدم بغداد عدة مرات، وآخر مرة زارها كانت سنة 271 هـ، وأقام بطرطوس عشرين سنة، كما سمع الحديث بدمشق ومصر، ثم سكن البصرة بطلب من الأمير أبي أحمد الموفق الذي جاء إلى منزله في بغداد واستأذن عليه ورجاه أن يسكن البصرة ليرحل إليها طلبة العلم من أقطار الأرض فتعمر بسببه بعد أن خربت وهُجرت وانقطع الناس عنها لما جرى عليها من فتنة الزنج.
تتلمذ أبو داود على يد الإمام أحمد بن حنبل وتأثر به في منهجه في الحديث، كما تتلمذ على يد يحيى بن معين وعلي بن المديني وقتيبة بن سعيد، ويحيى بن سعيد القطان وغيرهم. وتتلمذ عليه الترمذي والنسائي وغيرهم، صنف كتابه السنن، وعرضه على أحمد بن حنبل فاستجاده واستحسنه. وله مؤلفات أخرى في الفقه والعقيدة والجرح والتعديل والناسخ والمنسوخ وعلم الحديث مثل: مسائل الإمام أحمد، وسؤالات أبي عبيد محمد بن علي بن عثمان الآجري، وأسئلة لأحمد بن حنبل عن الرواة والثقات والضعفاء، والرد على أهل القدر، وكتاب البعث والنشور، وكتاب الزهد، ودلائل النبوة، وفضائل الأنصار، والتفرد في السنن، وغيرها، توفي أبو داود في 16 شوال سنة 275 هـ.

## اسمه ونسبه
هو: سليمان بن الأشعث بن إسحاق بن بشير بن شداد بن عمرو بن عمران الأزدي السجستاني، حسب أغلب أقوال المترجمين، ذكر ذلك أبو بكر بن داسة وأبو عبيد الأجري، وزيادة «ابن عمرو بن عمران» للخطيب البغدادي، بينما اختلف ابن أبي حاتم في نسبه فقال: «سليمان بن الأشعث بن شداد بن عمرو بن عامر»، وقال محمد بن عبد العزيز الهاشمي: «سليمان بن الأشعث بن بشر بن شداد».
ذكر ابن حجر العسقلاني وابن عساكر أنه جده عمران قُتل في معركة صفين في صف علي بن أبي طالب. وهو من الأزد وهي قبيلة معروفة في اليمن. والسجستاني نسبة إلى البلد سجستان، وهي بكسر السين وفتحها، والكسر أشهر، والجيم مكسورة فيهما، ولم يذكر ياقوت الحموي في معجم البلدان إلا كسر السين.

## مولده ونشأته
ولد أبو داود في بداية القرن الثالث الهجري سنة 202 هـ في خلافة المأمون، في بلدة سجستان وحاليًا يقع معظمها في أفغانستان، وجزء في إيران وفي باكستان، وأصل الاسم يعود إلى سكان وسكستان لأنّهما كانتا بلدتي الجند، وكانت تُسمى قديمًا أرض الساس، وهي بلدة تقع جنوب هراة؛ بينها وبين هراة عشرة أيّام أو ثمانون فرسخًا. بينما قال السمعاني أن سجستان هي إحدي البلاد المعروفة بكابل. وصفها ياقوت الحموي قائلًا: «أرضها كلّها رملة سبخة، والرياح فيها لا تسكن أبدا ولا تزال شديدة تدير رحيّهم، وطحنهم كلّه على تلك الرحى. وطول سجستان أربع وستون درجة وربع، وعرضها اثنتان وثلاثون درجة وسدس، وهي من الإقليم الثالث.» وذكر محمد بن أبي نصر أن أبا داود من قرية بالبصرة يقال لها سجستان وليس من سجستان خراسان، وهو قول شاذ.:191 كان أغلب أهل مدينة سجستان على مذهب أبي حنيفة النعمان، كما كانت تُعرف بظهور مذهب الخوارج فيها الذين يُظهِرون مذهبهم في المعاملات.

## طلبه للعلم والحديث

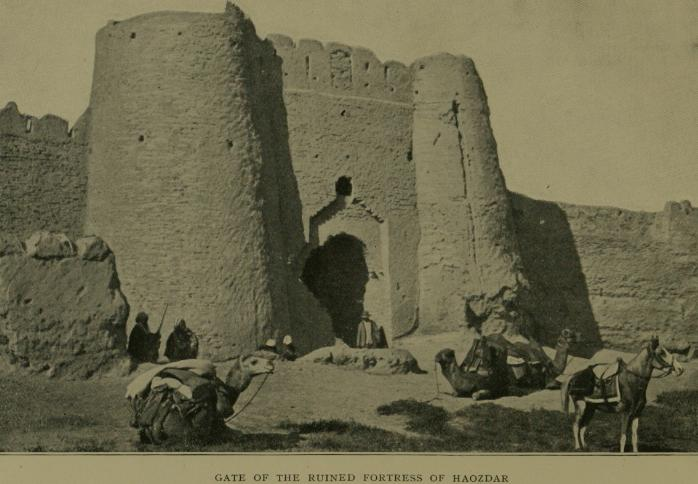
أحد البوابات في مدينة سجستان التي يُنسب إليها: (أبو داود)، تقع في أفغانستان التاريخية، الصورة من كتاب "حول أفغانستان (1909)".

تلقَّى أبو داود العلم في بلده سجستان، ثم ارتحل لطلب العلم والحديث، فطاف بلاد خرسان وبلادها، فزار الري، وهراة، وزار العراق، فدخل البصرة سنة 220 هـ، فقال: «ودخلت البصرة وهم يقولون: أمس مات عثمان بن الهيثم المؤذن، فسمعت من أبي عمر الضرير مجلسًا واحدًا.»، وقد مات عثمان بن الهيثم في شعبان سنة 220 هـ، ومات أبي عمر الضرير بعده بشهر، ثم وصل إلى الكوفة في 221 هـ، وقدم بغداد عدة مرات، وآخر مرة زارها كانت سنة 271 هـ، كما زار الجزيرة والشام، فأقام بطرطوس عشرين سنة، كما سمع الحديث بدمشق ومصر، وكتب عن علماء هذه البلاد جميعًا، قال الخطيب البغدادي: «وكتب عن العراقيين والخراسانيين والشاميين والمصريين والجزريين». ثم انتقل إلي البصرة بطلب من الأمير أبي أحمد الموفق الذي جاء إلى منزله في بغداد، واستأذن عليه ورجاه أن يتخذ البصرة وطنًا؛ ليرحل إليها طلبة العلم من أقطار الأرض، فتعمر بسببه؛ بعد أن خربت وهُجرت وانقطع الناس عنها لما جرى عليها من فتنة الزنج. قال الذهبي: «سكن البصرة بعد هلاك الخبيث طاغية الزنج، فنشر بها العلم، وكان يتردد إلى بغداد».

### شيوخه

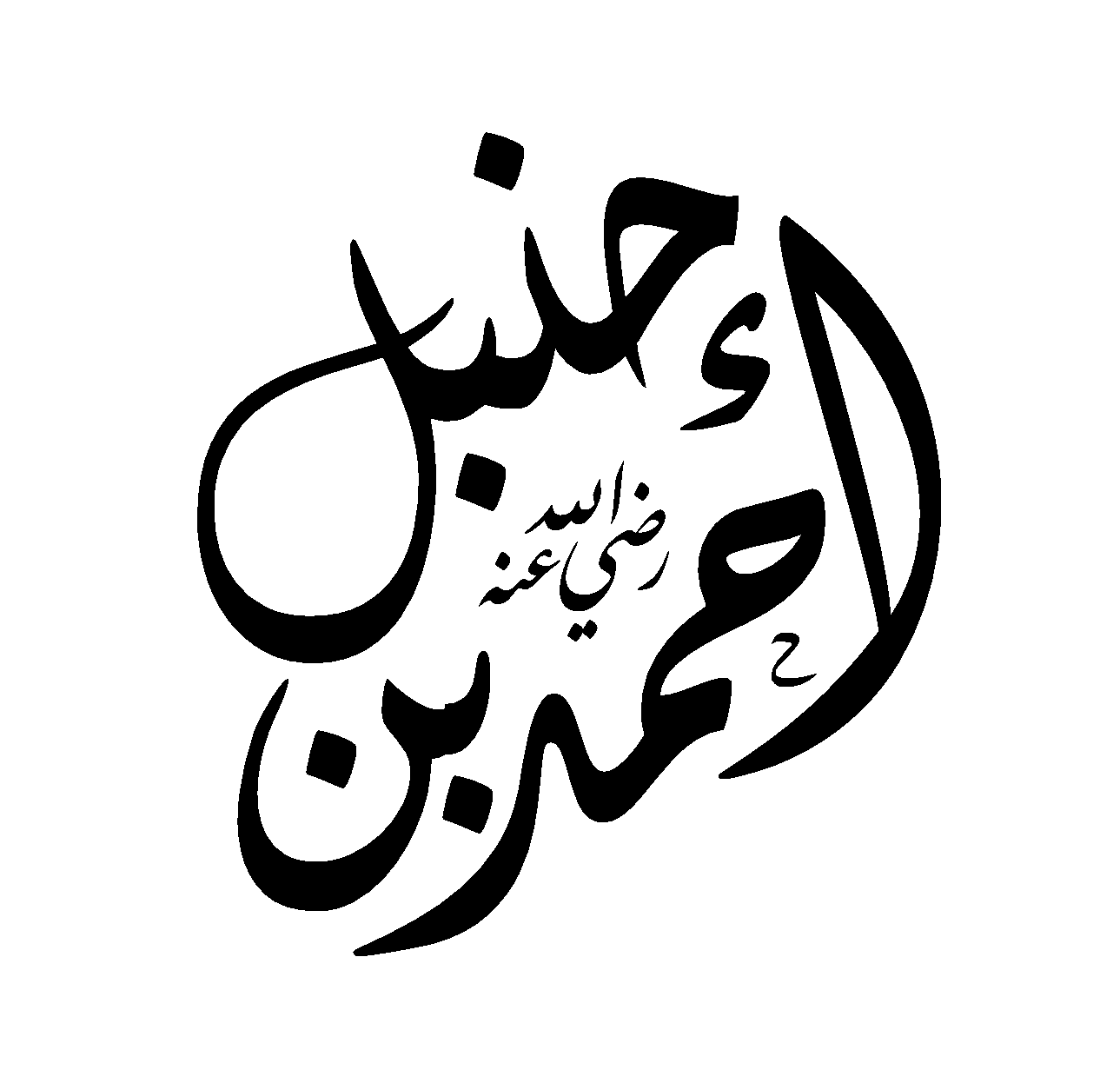
أحمد بن حنبل من أبرز شيوخ أبي داود

سمع أبو داود الحديث من مسلم بن إبراهيم، وعبد الله بن رجاء، وأبي الوليد الطيالسي، وموسى بن إسماعيل التبوذكي، وسمع من كلٍ من سعيد بن سليمان الواسطي، وعاصم بن علي، وأبي علي الضرير مجلسًا واحدًا بالبصرة، وسمع من الحسن بن الربيع البوراني، وأحمد بن يونس اليربوعي بالكوفة، وسمع من أبي توبة الربيع بن نافع بحلب، ومن أبي جعفر النفيلي، وأحمد بن أبي شعيب بحران، ومن حيوة بن شريح، ويزيد بن عبد ربه بحمص، ومن صفوان بن صالح، وهشام بن عمار بدمشق، ومن إسحاق بن راهويه وطبقته بخراسان، ومن أحمد بن حنبل وطبقته ببغداد، ومن قتيبة بن سعيد ببلخ، ومن أحمد بن صالح العجلي وغيره بمصر، ومن إبراهيم بن بشار الرمادي، وإبراهيم بن موسى الفراء الرازي، و<أحمد بن القاسم الزهري، وعلي بن المديني، والحكم بن موسى، وخلف بن هشام، وسعيد بن منصور، وسهل بن بكار، وشاذ بن فياض، وأبي معمر عبد الله بن عمرو المقعد، وعبد الرحمن بن المبارك العيشي، وعبد السلام بن مطهر، وعبد الوهاب بن نجدة، وعلي بن الجعد، وعمرو بن عون، وعمرو بن مرزوق، ومحمد بن الصباح الدولابي، ومحمد بن المنهال الضرير، ومحمد بن كثير العبدي، ومسدد بن مسرهد، ومعاذ بن أسد، ويحيى بن معين، وأبو إسحاق إبراهيم بن يعقوب الجوزجاني، وغيرهم.

### تلاميذه
حدًّث عنه:
- أبو عيسى محمد الترمذي، في سننه.
- أحمد بن شعيب النسائي، روى عنه في كتاب الكنى باسمه، وفي السنن بكنيته؛ لكن شاركه أبو داود سليمان بن سيف الحراني في بعض الروايات بكنية أبي داود.
- إبراهيم بن حمدان العاقولي.
- أبو الطيب أحمد بن إبراهيم ابن الأشناني البغدادي، أحد رواة سنن أبي داود.[22]
- أبو حامد أحمد بن جعفر الأشعري الأصبهاني.
- أبو بكر النجاد.
- أبو عمرو أحمد بن علي بن حسن البصري، أحد رواة سنن أبي داود.[22]
- أحمد بن داود بن سليم.
- أبو سعيد بن الأعرابي، راوي السنن.[23]
- أبو بكر أحمد بن محمد الخلال.
- أحمد بن محمد بن ياسين الهروي.
- أحمد بن المعلى الدمشقي.
- إسحاق بن موسى الرملي الوراق، أحد رواة السنن.[22]
- إسماعيل بن محمد الصفار.
- حرب بن إسماعيل الكرماني.
- الحسن بن صاحب الشاشي.
- الحسن بن عبد الله الذارع.
- الحسين بن إدريس الهروي.
- زكريا بن يحيى الساجي.
- عبد الله بن أحمد الأهوازي عبدان.
- ابنه أبو بكر بن أبي داود.
- أبو بكر عبد الله بن محمد بن أبي الدنيا.
- عبد الله بن أخي أبي زرعة.
- عبد الله بن محمد بن يعقوب.
- عبد الرحمن بن خلاد الرامهرمزي.
- علي بن عبد الصمد.
- عيسى بن سليمان البكري.
- الفضل بن العباس بن أبي الشوارب.
- أبو بشر الدولابي.
- أبو علي محمد بن أحمد اللؤلؤي، أشهر راوة سنن أبي داود، وكان ملازمًا له.[24]
- محمد بن أحمد بن يعقوب المتوثي البصري، راوي كتاب القدر لأبي داود.
- أبو بكر محمد بن بكر بن داسة التمار، أحد رواة السنن، وآخر من حدث بها كاملًا.[25]
- محمد بن جعفر بن الفريابي.
- محمد بن خلف بن المرزبان.
- محمد بن رجاء البصري.
- أبو سالم محمد بن سعيد الأدمي.
- أبو بكر محمد بن عبد العزيز الهاشمي المكي.
- أبو أسامة محمد بن عبد الملك الرواس، أحد رواة السنن.[22]
- أبو عبيد محمد بن علي بن عثمان الآجري الحافظ.
- محمد بن مخلد العطار الخضيب.
- محمد بن المنذر شكر.
- محمد بن يحيى بن مرداس السلمي.
- أبو بكر محمد بن يحيى الصولي.
- أبو عوانة يعقوب بن إسحاق الإسفراييني.
- أبو الحسن علي بن الحسن بن العبد الوراق، أحد رواة السنن.[26]
- أبو سالم محمد بن سعيد الجلودي، ذكر روايته للسنن الخطيب البغدادي وابن عبد الهادي والذهبي وتقي الدين السبكي وابن قطلوبغا.[22]
- أبو العباس المروزي، لم يذكره إلا الذهبي.[22]
- قاسم بن نجبة، انفرد بذكره ابن الفرضي.[22]
- إسماعيل بن محمد المطار، راوي مسند مالك عن أبي داود، ذكره ابن حجر.[21]
- محمد بن الأشعث هو أخو أبي داود الأكبر منه بقليل، وقد رافقه في جميع رحلاته، وروى عن أبي داود كتاب أصحاب شعبة.[4]
- ابن أخيه أبو بكر بن أبي داود، ومات كهلًا قبل أبي دواد بمدة.

### فقهه ومذهبه
ذُكر في عدة مصادر أن أبا داود كان حنبلي المذهب، فقد عده أبو إسحاق الشيرازي في طبقات الفقهاء من جملة أصحاب أحمد بن حنبل، كما ذكره ابن أبي يعلى في طبقات الحنابلة، وقد أكثر أبو داود النقل عن أحمد بن حنبل، قال ابن أبي يعلى: «ونقل عَنْ إمامنا أشياء.»، ثم أخذ يسرد ما رواه أبو داود عن ابن حنبل، كما ألف كتابًا في الفقه على مذهب أحمد بن حنبل، ورتبه حسب أبواب الفقه، وهو كتاب «مسائل الإمام أحمد». قال الذهبي: «كان أبو داود مع إمامته في الحديث وفنونه من كبار الفقهاء، فكتابه يدل على ذلك، وهو من نجباء أصحاب الإمام أحمد، لازم مجلسه مدة، وسأله عن دقاق المسائل في الفروع والأصول، وكان على مذهب السلف في اتباع السنة والتسليم لها، وترك الخوض في مضائق الكلام.»

## جمعه لكتاب السنن

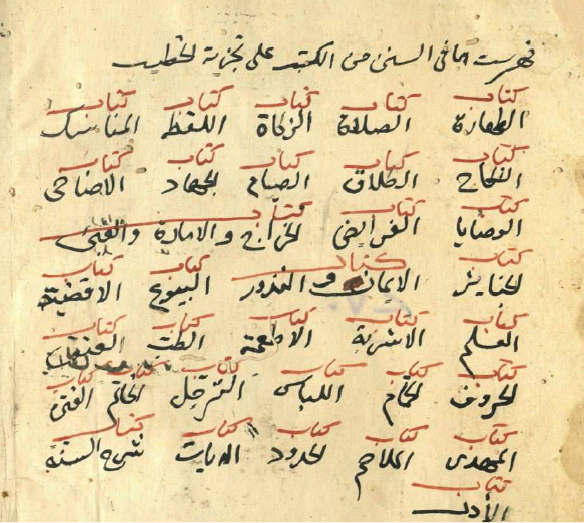
فهرس سنن أبي داود برواية اللؤلؤي عن الخطيب.

ألّفَ أبو داودَ السننَ مبكرًا في بداية عمره، حيث ذكر أنه عرضه على الإمام أحمد بن حنبل فاستحسنه واستجاده، لذلك رجح العلماء أنه ألفه قبل سنة 241 هـ أي قبل وفاة أحمد بن حنبل، كما يُرجح أنه ألفه بطرطوس وظل يؤلفه مدة طويلة؛ حيث يقول: «أقمت بِطَرْسُوس عشرين سنة، واجتهدت في المسند فإذا هو أربعة آلاف حديث». وقد راجع أبو داود السنن مرات عدة، فيقول أبو علي محمد بن أحمد اللؤلؤي عن أحد الأحاديث: «هَذَا الْحَدِيثُ لَمْ يَقْرَأْهُ أَبُو دَاوُدَ فِي الْعَرْضَةِ الرَّابِعَةِ.»، مما يعني أنه كان يراجعه ويُنقِص منه الأحاديث التي لا يراها صالحة للاعتبار، كما كان يقرأه دائمًا على تلاميذه ويذيعه بين الناس، فيقول علي بن الحسن بن العبد: «سمعت كتاب السنن من أبي داود ست مرار بقيت من المرة السادسة بقية»، وظل يقرأه على تلاميذه حتى وفاته. لذلك كَثُرَ الرواة لسنن أبي داود، حتى قال ابن كثير: «الروايات عند أبي داود بكتابه السنن كثيرة جدًا، ويوجد في بعضها من الكلام بل والأحاديث ما ليس في الأخرى.»
ذكر أبو داود أنه جمع في سننه حوالي 5300 حديثًا، اهتم أبو داود بأحاديث الأحكام التي استدل بها الفقهاء، وبنى عليها علماءُ الأمصار الأحكامَ الفقهية، حيث قال في رسالته لأهل مكة: «فهذه الأحاديث أحاديث السنن كلها في الأحكام، فأما أحاديث كثيرة في الزهد والفضائل، وغيرها من غير هذا فلم أخرجها.»، وقد قسّم كتابه إلى 36 كتابًا، وقسّم كل كتاب إلى أبواب وعددها 1871 بابًا، وترجم على كل حديث بما قد استنبط منه العلماء. ويحتوي الكتاب على الأحاديث المرفوعة إلى النبي محمد، وكذلك الأحاديث الموقوفة على الصحابة، والآثار المنسوبة إلى علماء التابعين.

## وفاته
توفى أبو داود يوم الجمعة 16 شوال سنة 275 هـ بالبصرة، قال أبو عبيد الآجري: «مات لأربع عشرة بقين من شوال سنة خمس وسبعين ومائتين»، وأوصى أن يغسله الحسن بن المثنى، فإن لم يكن الحسن فلينظروا في كتاب سليمان بن حرب عن حماد بن زيد في الغسل فيعملوا به، ودفن بجانب قبر سفيان الثوري.

## منهجه في الحديث

الصفحة الأولى من الجزء الواحد والعشرين من سنن أبي داود برواية اللؤلؤي رواها عنه القاسم الهاشمي رواها عنه الحافظ الخطيب رواها عنه أبو الحسين بن أبي يعلى الفراء.

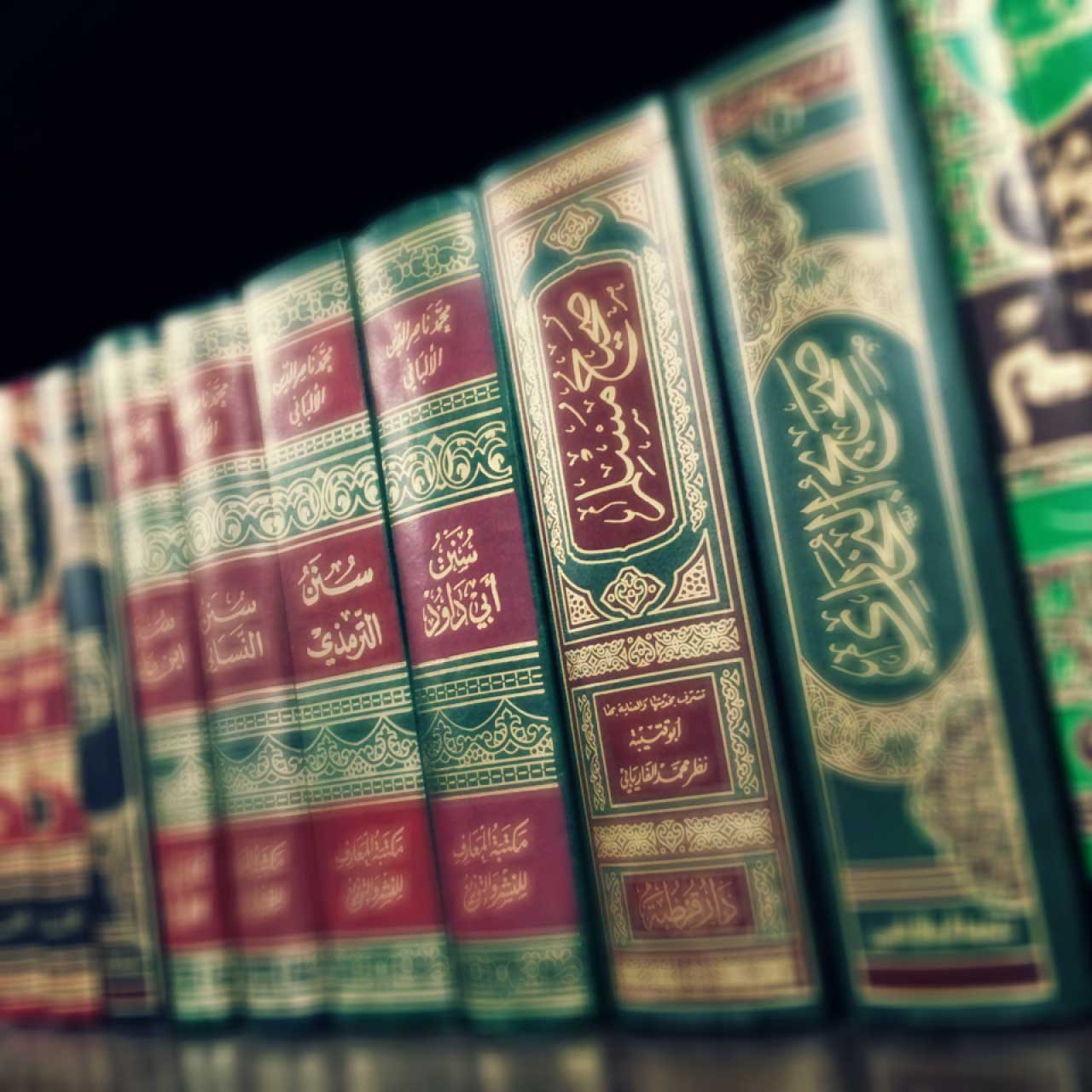
مجموعة من كتب الحديث: الصحيحان والسنن الأربعة، ويطلق عليهم كتب الحديث الستة.

يشترط أبو داود في الحديث أن يكون صالحًا للاعتبار والاحتجاج به، ويترك ما هو شديد الوهن، ولا يروي عن من اجتُمِعَ على تركه حديثه من الرجال، حيث قال: «ذكرت الصحيح وما يشبهه ويقاربه، وما كان فيه وهن شديد بينته، وما لم أذكر فيه شيئا فهو صالح، وبعضها أصح من بعض»، قال ابن الصلاح: «وروي عنه أنه يذكر في كل باب أصح ما عرفه فيه.» وروى المنذري وابن الصلاح وغيرهما ذكروا أن محمد بن إسحاق بن منده حكى أن شرط أبي داود والنسائي إخراج حديث أقوام لم يجتمع على تركهم، ويحكون عن أبي داود أنه قال: «ما ذكرت في كتابي حديثًا اجتمع الناس على تركه».

أما بالنسبة لتخريج الأحاديث، فقد كان ينبّه على الأحاديث شديدة الوهن، أمّا الأحاديث الصحيحة والحسنة فيسكت عنها، حيث قال: «ذكرت فيه الصحيح وما يشابهه ويقاربه، وما كان فيه وهن شديد بينته، وما لم أذكر فيه شيئًا فهو صالح، وبعضها أصح من بعض.»، واختلف علماء الحديث في الأحاديث المسكوت عنها، فيرى ابن الصلاح ويحيى بن شرف النووي وابن كثير الدمشقي أنها حسنة إن لم تكن في الصحيحين، ويرى آخرون أنها متنوعة بين صحيح وحسن، ومنها ضعيف صالح للاعتبار. ويلخص الألباني أقوال علماء الحديث فيما سكت عنه أبو داود فيقول:
| أبو داود | اشتهر عن أبي داود أنه قال في حق كتابه السنن: "ما كان في كتابي هذا من حديث فيه وهن شديد بينته ومالم أذكر فيه شيئًا فهو صالح". فاختلف العلماء في فهم مراده من قوله: "صالح" فذهب بعضهم إلى أنه أراد أنه حسن يحتج به. وذهب آخرون إلى أنه أراد ما هو أعم من ذلك فيشمل ما يحتج به وما يستشد به وهو الضعيف الذي لم يشتد ضعفه وهذا هو الصواب بقرينة قوله: "وما فيه وهن شديد بينته" فإنه يدل بمفهومه على أن ما كان فيه وهن غير شديد لا يبينه. فدل على أنه ليس كل ما سكت عليه حسنًا، عنده ويشهد لهذا وجود أحاديث كثيرة عنده لا يشك عالم في ضعفها وهي ممن سكت أبو داود عليها حتى إن النووي يقول في بعضها: وإنما لم يصرح أبو داود بضعفه لأنه ظاهر. | أبو داود |

## أخلاقه
كان يوصف أبي داود بورعه، وعدم محابة أحدًا على حساب ما يراه أنه الحق، ومما يُروى في ذلك أنه: «جاءه الأمير أبو أحمد الموفق ولي العهد فدخل، ثم أقبل عليه أبو داود، فقال: ما جاء بالأمير في مثل هذا الوقت؟ قال: خلال ثلاث. قال: وما هي؟ قال: «تنتقل إلى البصرة فتتخذها وطنًا، ليرحل إليك طلبة العلم، فتعمر بك، فإنها قد خربت، وانقطع عنها الناس، لما جرى عليها من محنة الزنج»، فقال: «هذه واحدة»، قال: «وتروي لأولادي السنن»، قال: «نعم، هات الثالثة.» قال: «وتفرد لهم مجلسًا، فإن أولاد الخلفاء لا يقعدون مع العامة»، قال: أما هذه فلا سبيل إليها، لأن الناس في العلم سواء.»، كما رُوى عنه قوله عن ابنه عبد الله أنه كذّاب لا يُأخذ منه الحديث، قال على بن الحسين بن الجنيد: «سمعت أبا داود يقول ابني عبد الله كذاب». كما كان يوصف بالورع والصلاح، فيقول ابن ياسين الهروي عنه: «في أعلى درجة النسك والعفاف والصلاح والورع».

## مكانته عند العلماء
كان لأبي داود مكانة عالية عند أقرانه وتلاميذه ومن جاء بعده من علماء المسلمين، فقد تحدث العلماء عن فضله، خاصة لشهرة كتابه السنن، فمن أقوال العلماء فيه:
- قال موسى بن هارون:[4][46] «خلق أبو داود في الدنيا للحديث، وفي الآخرة للجنة، ما رأيت أفضل منه.»
- وقال أبو حاتم بن حبان:[4] «كان أحد أئمة الدنيا فقهًا وعلمًا وحفظًا ونسكًا وورعًا وإتقانًا، جمع وصنف وذبّ عن السنن.»
- وقال ابن منده:[47][48] «الذين أخرجوا وميزوا الثابت من المعلول والخطأ من الصواب أربعة: البخاري ومسلم، وبعدهما أبو داود والنسائي.»
- وقال الحاكم النيسابوري:[4] «أبو داود إمام أهل الحديث في عصره بلا مدافعة.»
- وقال أبو بكر الخلال:[4] «أبو داود سليمان الأشعث، الإمام المقدّم في زمانه رجلٌ لم يسبقه إلى معرفته بتخريج العلوم، وبصره بمواضعها أحدٌ في زمانه، رجل ورع مقدم.»
- وقال أحمد بن محمد بن ياسين الهروي:[44] «سليمان بن الأشعث أبو داود السجزي، كان أحد حفاظ الإسلام لحديث رسول الله وعمله وعلله وسنده، في أعلى درجة النسك والعفاف والصلاح والورع، كان من فرسان الحديث.»
- وروي أن كتاب السنن قُرئ على ابن الأعرابي فأشار إلى النسخة، وهي بين يديه، وقال:[49] «لو أن رجلاً لم يكن عنده من العلم إلا المصحف الذي فيه كتاب الله ثم هذا الكتاب - أي سنن أبي داود -، لم يحتج معهما إلى شيء من العلم البتة.»
- وقال ابن داسة:[50] «كان لأبي داود كم واسع وكم ضيق فقيل له في ذلك فقال الواسع للكتب والآخر لا يحتاج إليه.»
- وقال إبراهيم الحربي:[49] «لما صنف أبو داود كتاب السنن ألين لأبي داود الحديث كما ألين لداود الحديد.»
- وقال محمد بن مخلد:[4] «كان أبو داود يفي بمذاكرة مائة ألف حديث وأقرّ له أهل زمانه بالحفظ.»
- وقال ابن الجوزي:[51] «كان عالماً حافظاً عارفاً بعلل الحديث، ذا عفاف وورع وكان يشبه بأحمد بن حنبل.»
- وقال الذهبي:[50] «بلغنا أنًّ أبا داود كان من العلماء حتى إن بعض الأئمة قال: كان أبو داود يشبه أحمد بن حنبل في هديه ودله وسمته، وكان أحمد يشبه في ذلك وكيع، وكان وكيع يشبه في ذلك بسفيان، وسفيان بمنصور ومنصور بإبراهيم، وإبراهيم بعلقمة، وعلقمة بعبد الله بن مسعود، وقال علقمة: كان ابن مسعود يشبه بالنبي ﷺ في هديه ودله.»
- وأنشد أبو طاهر السلفي في مدحه فقال:[49]

## مؤلفاته
كان لأبي داود مؤلفات أخرى غير كتابه السنن:
- المراسيل، ويحتوي على الأحاديث المرسلة المُلحقة بالسنن،[52] حققه شعيب الأرناؤوط وعبد العزيز عز الدين السيروان وغيرهما،[53][54] ذكر فؤاد سزكين أن مخطوطاته محفوظة في تركيا ومصر، وطبع أول مرة في القاهرة سنة 1310 هـ.
- مسائل الإمام أحمد،[29] كتاب في الفقه على مذهب أحمد بن حنبل، ومُرتَّب على أبواب الفقه، يذكر فيه أبي داود الأسئلة التي وُجِّهت لابن حنبل وإجاباته لها، ذكر ابن حجر العسقلاني أن أبا عبيد محمد بن علي بن عثمان الآجري هو راوي الكتاب عن أبي داود،[21] حققه محمد رشيد رضا، وطبع أول مرة بالقاهرة بتحقيقه.
- الناسخ والمنسوخ، يتحدث عن الناسخ والمنسوخ من أحكام القرآن، رواه أحمد بن سليمان النجاد عن أبي داود،[55] ونقل جلال الدين السيوطي عنه.
- سؤالات أبي عبيد محمد بن علي بن عثمان الآجري، هو كتاب في الجرح والتعديل، سماه ابن كثير "أسئلة في الجرح والتعديل والتصحيح والتعليل"، وذكر سزكين بعنوان أن مخطوطاته محفوظة في مكتبة كوبريللي وباريس.
- رسالة أبي داود إلى أهل مكة، هو رسالة تعتبر بمثابة وصف لكتاب السنن،[56] ومخطوطتها في المكتبة الظاهرية في دمشق.
- الزهد، وتوجد منه نسخة بجامعة القرويين بفاس.
- كتاب البعث أو البعث والنشور، ذكر بروكلمان أنه موجود في دمشق، وطبع حديثًا بتحقيق أبي إسحاق الحويني.[57]
- سؤالات أبي داود السجستياني للإمام أحمد بن حنبل في الرواة،[58] أو أسئلة لأحمد بن حنبل عن الرواة والثقات والضعفاء، مخطوطته محفوظة بالمكتبة الظاهرية بدمشق، قال محمد ناصر الدين الألباني: «رتبت أسماؤهم على أسماء بلادهم، ثقات مكة، ثقات المدينة، وينتهي بضعفاء المدينة.»
- كتاب القدر أو الرد على أهل القدر، رواه أبو عبد الله محمد بن أحمد بن يعقوب المتوثي البصري،[21] يرد فيه على القدرية.
- المسائل التي حلف عليها الامام أحمد، ذكر فؤاد سزكين أنه موجود في دمشق، وهناك كتاب بنفس الاسم يُنسب إلى ابن أبي يعلى.[59]
- كتاب تسمية الإخوة الذين روي عنهم الحديث، وهي رسالة من ثماني ورقات محفوظة في المكتبة الظاهرية بدمشق، وهي من رواية السّلفي.
- دلائل النبوة، ذكره إسماعيل البغدادي،[60] وابن حجر العسقلاني.[21]
- التفرد في السنن، ذكره إسماعيل البغدادي.[60]
- مسند مالك، رواه إسماعيل بن محمد المطار، وذكره ابن حجر العسقلاني.[21]
- أصحاب شعبة، رواه عنه أخوه محمد بن الأشعث.[4]
- فضائل الأنصار.
- أخبار الخوارج.
- الدعاء.

### باللغة العربية
1. ↑  "الإمام الحافظ أبو داود السجستاني". www.alukah.net. 23 مارس 2016. مؤرشف من الأصل في 2020-04-04. اطلع عليه بتاريخ 2020-04-04.
2. ↑  محمد بن أحمد السفاريني (1982)، لوامع الأنوار البهية وسواطع الأسرار الأثرية لشرح الدرة المضية في عقد الفرقة المرضية (ط. 2)، دمشق: مؤسسة الخافقين ومكتبتها، ج. 1، ص. 22، OCLC:51196232، QID:Q133824076
3. ↑  ابن عساكر (1995). تاريخ دمشق. دار الفكر. ج. 22. ص. 191.
4. 1 2 3 4 5 6 7 8 9 10 11 12 13 14 15 16 17 18 19  "سير أعلام النبلاء، شمس الدين الذهبي، الطبقة الخامسة عشر، ترجمة أبي داود، جـ 13، صـ 204: 221". islamweb.net. مؤرشف من الأصل في 2018-06-26. اطلع عليه بتاريخ 2017-09-11.
5. 1 2 3  محمد شمس الحق العظيم آبادي (1414 هـ). غاية المقصود في حل سنن أبي داود - ج 1 - الطهارة - 1. فيصل آباد، باكستان: حديث أكادمي. ص. 32. مؤرشف من الأصل في 30 يناير 2018. {{استشهاد بكتاب}}: تحقق من التاريخ في: |سنة= (مساعدة)
6. ↑  أبو داود، تحقيق: محمد علي قاسم العمري (1403 هـ). سؤالات أبي عبيد الآجري أبا داود السجستاني في الجرح والتعديل. عمادة البحث العلمي بالجامعة الإسلامية، المدينة المنورة، المملكة العربية السعودية. ص. 67. مؤرشف من الأصل في 7 نوفمبر 2017. {{استشهاد بكتاب}}: تحقق من التاريخ في: |سنة= (مساعدة)
7. ↑  "مقال بعنوان: أبو داود - حياته وسننه". alukah.net. مؤرشف من الأصل في 2018-10-20. اطلع عليه بتاريخ 2017-09-11.
8. 1 2  "أبو داود حياته وسننه، الباب الأول حياة أبي داود، أبو داود اسمه نسبه نسبته". مجلة البحوث الإسلامية، العدد الأول - الإصدار: من رجب إلى رمضان لسنة 1395هـ. مؤرشف من الأصل في 2018-01-30. اطلع عليه بتاريخ 2018-01-29.
9. ↑  ابن حجر العسقلاني (الطبعة الأولى، 1326 هـ). تهذيب التهذيب، جـ 4. مطبعة دائرة المعارف النظامية، الهند. ص. 169. مؤرشف من الأصل في 30 يناير 2018. اطلع عليه بتاريخ أكتوبر 2020. {{استشهاد بكتاب}}: تحقق من التاريخ في: |تاريخ الوصول= و|سنة= (مساعدة)
10. ↑  عبد القادر بدران (1911م). تهذيب تاريخ دمشق لابن عساكر، جـ 6. طبعة دار المسيرة. ص. 244.
11. 1 2 3 4  ياقوت الحموي (الطبعة الثانية، 1995م). معجم البلدان، جـ 3. درا صادر، بيروت. ص. 190. مؤرشف من الأصل في 7 ديسمبر 2015. اطلع عليه بتاريخ أكتوبر 2020. {{استشهاد بكتاب}}: تحقق من التاريخ في: |تاريخ الوصول= و|سنة= (مساعدة)
12. ↑  أطلس الحديث النبوي الشريف من الكتب الصحاح الستة، شوقي أبو خليل، دار الفكر ، دمشق 2005 "مادة: أبو داود" ص 13.
13. ↑  تاريخ سجستان، محمود عبدالكريم علي، طبعة 2006م، المجلس الأعلى للثقافة بمصر، صـ 32
14. ↑  الموسوعة الإيرانية نسخة محفوظة 27 يوليو 2017 على موقع واي باك مشين.
15. ↑  قال السمعاني: بكسر السين المهملة والجيم وسكون السين الأخرى، بعدها تاء منقوطة بالأنساب نقطتين من فوق وهذه النسبة إلى سجستان وهي إحدي البلاد المعروفة بكابل، 4 / 84.
16. ↑  أفغانستان التاريخية، د.قحطان الحديثي، مطبعة الحكومة بغداد، 1977م صـ 87
17. 1 2  "أبو داود حياته وسننه، الباب الأول حياة أبي داود، نشأة أبو داود". مجلة البحوث الإسلامية، العدد الأول - الإصدار: من رجب إلى رمضان لسنة 1395هـ. مؤرشف من الأصل في 2020-07-21. اطلع عليه بتاريخ 2018-01-29.
18. ↑  الشوكاني (الطبعة الأولى،  1413هـ/1993م). نيل الأوطار، جـ 1. دار الحديث]. ص. 24. مؤرشف من الأصل في 2020-03-07. {{استشهاد بكتاب}}: تحقق من التاريخ في: |سنة= (مساعدة)
19. 1 2  محمد نصر الدين محمد عويضة. فصل الخطاب في الزهد والرقائق والآداب. المكتبة الشاملة]. ص. 1143. مؤرشف من الأصل في 31 يناير 2018. اطلع عليه بتاريخ أكتوبر 2020. {{استشهاد بكتاب}}: تحقق من التاريخ في: |تاريخ الوصول= (مساعدة)
20. ↑  جمال الدين المزي (1983). تهذيب الكمال في أسماء الرجال (ط. الثانية). مؤسسة الرسالة. ج. الأول. ص. 279.
21. 1 2 3 4 5 6 7  ابن حجر العسقلاني (الطبعة الأولى، 1326 هـ). تهذيب التهذيب، جـ 4. مطبعة دائرة المعارف النظامية، الهند. ص. 170، 171. مؤرشف من الأصل في 30 يناير 2018. اطلع عليه بتاريخ أكتوبر 2020. {{استشهاد بكتاب}}: تحقق من التاريخ في: |تاريخ الوصول= و|سنة= (مساعدة)
22. 1 2 3 4 5 6 7  عبد العاطي محي الشرقاوي. روايات سنن أبي داود ونسخها، رواية اللؤلؤي ونسخها أنموذجًا، دراسة نظرية مقارنة. جامعة الشارقة، كلية الشريعة وأصول الدين. ص. 28، 29.
23. ↑  سير أعلام النبلاء، لشمس الدين الذهبي، الطبقة التاسعة عشرة، ابن الأعرابي، جـ 15، صـ 408: 412، مؤسسة الرسالة، سنة النشر: 1422هـ / 2001م نسخة محفوظة 10 نوفمبر 2017 على موقع واي باك مشين.
24. ↑  سير أعلام النبلاء، لشمس الدين الذهبي، الطبقة التاسعة عشرة، اللؤلؤي، جـ 15، صـ 308، مؤسسة الرسالة، سنة النشر: 1422هـ / 2001م نسخة محفوظة 10 نوفمبر 2017 على موقع واي باك مشين.
25. ↑  سير أعلام النبلاء، لشمس الدين الذهبي، الطبقة العشرون، ابن داسة، جـ 15، صـ 539، مؤسسة الرسالة، سنة النشر: 1422هـ / 2001م نسخة محفوظة 10 نوفمبر 2017 على موقع واي باك مشين.
26. ↑  "أبو داود حياته وسننه، الباب الثاني سنن أبي داود، رواياته، جـ 1، صـ 290". مجلة البحوث الإسلامية، العدد الأول - الإصدار: من رجب إلى رمضان لسنة 1395هـ. مؤرشف من الأصل في 2017-11-10. اطلع عليه بتاريخ 2017-11-10.
27. ↑  "أبو داود حياته وسننه، الباب الأول حياة أبي داود، علمه". مجلة البحوث الإسلامية، العدد الأول - الإصدار: من رجب إلى رمضان لسنة 1395هـ. مؤرشف من الأصل في 2018-02-05. اطلع عليه بتاريخ 2018-01-29.
28. 1 2  ابن أبي يعلى، تحقيق: محمد حامد الفقي. طبقات الحنابلة، جـ 1. دار المعرفة، بيروت. ص. 159، 160. مؤرشف من الأصل في 22 مارس 2019. اطلع عليه بتاريخ أكتوبر 2020. {{استشهاد بكتاب}}: تحقق من التاريخ في: |تاريخ الوصول= (مساعدة)
29. 1 2  مسائل الإمام أحمد رواية أبي داود السجستاني، تحقيق: أبي معاذ طارق بن عوض الله بن محمد، الناشر: مكتبة ابن تيمية، مصر، الطبعة: الأولى، 1420 هـ - 1999 م نسخة محفوظة 02 فبراير 2018 على موقع واي باك مشين.
30. 1 2  محمد نصر الدين محمد عويضة. فصل الخطاب في الزهد والرقائق والآداب. المكتبة الشاملة]. ص. 1151. مؤرشف من الأصل في 31 يناير 2018. اطلع عليه بتاريخ أكتوبر 2020. {{استشهاد بكتاب}}: تحقق من التاريخ في: |تاريخ الوصول= (مساعدة)
31. 1 2  "أبو داود حياته وسننه، الباب الثاني سنن أبي داود، تأليفه (كتاب السنن)، جـ 1، صـ 289". مجلة البحوث الإسلامية، العدد الأول - الإصدار: من رجب إلى رمضان لسنة 1395هـ. مؤرشف من الأصل في 2017-11-08. اطلع عليه بتاريخ 2017-11-02.
32. ↑  جلال الدين السيوطي، تحقيق: محمد علي قاسم العمري. البحر الذي زخر في شرح ألفية الأثر، جـ 2. مكتبة الغرباء الآثرية، المملكة العربية السعودية. ص. 754. مؤرشف من الأصل في 8 نوفمبر 2017. اطلع عليه بتاريخ أكتوبر 2020. {{استشهاد بكتاب}}: تحقق من التاريخ في: |تاريخ الوصول= (مساعدة)
33. ↑  سنن أبي داود، كِتَاب الصَّلَاةِ، بَاب تَفْرِيعِ أَبْوَابِ الرُّكُوعِ وَالسُّجُودِ، بَاب السُّجُودِ عَلَى الْأَنْفِ، رقم الحديث: 778، مكتبة إسلام ويب نسخة محفوظة 10 نوفمبر 2017 على موقع واي باك مشين.
34. ↑  صابر السراج. كتب السنن الأربعة: سنن أبي داود، والترمذي، والنسائي، وابن ماجة. بيروت: الدار التونسية للكتاب. ص. 38، 39، 40. مؤرشف من الأصل في 2017-11-10.
35. ↑  "من هم أصحاب الكتب الستة وهل يوجد في كتبهم أحاديث ضعيفة؟". islamqa.info. مؤرشف من الأصل في 2018-06-17. اطلع عليه بتاريخ 2017-10-28.
36. 1 2  "ملخص عن كتاب: سنن أبي داود". al-eman.com. مؤرشف من الأصل في 2020-04-16. اطلع عليه بتاريخ 2017-09-11.
37. ↑  "عدد أحاديث سنن أبي داود، مقالات إسلام ويب". islamweb.net. مؤرشف من الأصل في 2017-10-29. اطلع عليه بتاريخ 2017-09-11.
38. ↑  "أبو داود حياته وسننه، الباب الأول حياة أبي داود، وفاته". مجلة البحوث الإسلامية، العدد الأول - الإصدار: من رجب إلى رمضان لسنة 1395هـ. مؤرشف من الأصل في 2020-07-21. اطلع عليه بتاريخ 2018-01-31.
39. ↑  محمد محمد أبو زهو (1378 هـ). الحديث والمحدثون. دار الفكر العربي، القاهرة. ص. 412. مؤرشف من الأصل في 1 ديسمبر 2017. اطلع عليه بتاريخ أكتوبر 2020. {{استشهاد بكتاب}}: تحقق من التاريخ في: |تاريخ الوصول= و|سنة= (مساعدة)
40. 1 2 3  اختصار علوم الحديث، لابن كثير الدمشقي، فصل: النوع الثاني الحسن، أبو داود من مظان الحديث الحسن، على ويكي مصدر
41. ↑  "أبو داود حياته وسننه، الباب الثاني سنن أبي داود، الضعيف في سنن أبي داود، جـ 1، صـ 298". مجلة البحوث الإسلامية، العدد الأول - الإصدار: من رجب إلى رمضان لسنة 1395هـ. مؤرشف من الأصل في 2020-07-21. اطلع عليه بتاريخ 2017-11-24.
42. ↑  الألباني. تمام المنة في التعليق على فقه السنة، الجزء الأول. نسخة إلكترونية. ص. 22. مؤرشف من الأصل في 2020-03-07.
43. ↑  ابن حجر العسقلاني (1390 هـ). لسان الميزان، جزء 3. دائرة المعارف النظامية، الهند. ص. 294. مؤرشف من الأصل في 5 فبراير 2018. اطلع عليه بتاريخ أكتوبر 2020. {{استشهاد بكتاب}}: تحقق من التاريخ في: |تاريخ الوصول= و|سنة= (مساعدة)
44. 1 2  "طبقات الشافعية الكبرى، لتاج الدين السبكي، ترجمة أبي داود". نداء الإيمان. مؤرشف من الأصل في 2018-05-08. اطلع عليه بتاريخ 2018-01-31.
45. ↑  "أبو داود حياته وسننه، الباب الأول حياة أبي داود، ثناء العلماء عليه". مجلة البحوث الإسلامية، العدد الأول - الإصدار: من رجب إلى رمضان لسنة 1395هـ. مؤرشف من الأصل في 2020-07-21. اطلع عليه بتاريخ 2018-01-31.
46. ↑  ابن عساكر (1995م). مختصر تاريخ دمشق، جـ 22. دار الفكر للطباعة والنشر، بيروت. ص. 196. مؤرشف من الأصل في 2020-03-07.
47. ↑  "سير أعلام النبلاء، شمس الدين الذهبي، الطبقة السابعة عشر، ترجمة النسائي، جـ 14، صـ 135، طبعة مؤسسة الرسالة، سنة النشر: 1422هـ / 2001م". islamweb.net. مؤرشف من الأصل في 2018-06-26. اطلع عليه بتاريخ 2018-01-31.
48. ↑  "فتوى بعنوان: حول منهج أبي داود في سننه ، ودرجة أحاديثه". الإسلام سؤال وجواب. مؤرشف من الأصل في 2018-07-08. اطلع عليه بتاريخ 2018-01-31.
49. 1 2 3  بدر الدين العيني، تحقيق: خالد بن إبراهيم المصري (1420 هـ). شرح أبي داود للعيني. مكتبة الرشد، الرياض. ص. 28، 29. مؤرشف من الأصل في 7 نوفمبر 2017. اطلع عليه بتاريخ أكتوبر 2020. {{استشهاد بكتاب}}: تحقق من التاريخ في: |تاريخ الوصول= و|سنة= (مساعدة)
50. 1 2  شمس الدين الذهبي (الطبعة الأولى، 1998م). تذكرة الحفاظ، جـ 2. دار الكتب العلمية، بيروت. ص. 128. مؤرشف من الأصل في 9 أكتوبر 2017. اطلع عليه بتاريخ أكتوبر 2020. {{استشهاد بكتاب}}: تحقق من التاريخ في: |تاريخ الوصول= و|سنة= (مساعدة)
51. ↑  عبد الرحمن بن علي بن محمد بن الجوزي أبو الفرج. المنتظم في تاريخ الملوك والأمم، ترجمة أبي داود (رقم 219). موقع الكتاب الإسلامي. مؤرشف من الأصل في 2019-01-07.
52. ↑  "أبو داود حياته وسننه، الباب الثاني سنن أبي داود، تجزئة الكتاب، جـ 1، صـ 293". مجلة البحوث الإسلامية، العدد الأول - الإصدار: من رجب إلى رمضان لسنة 1395هـ. مؤرشف من الأصل في 2020-07-21. اطلع عليه بتاريخ 2017-11-10.
53. ↑  المراسيل لأبي داود، تحقيق شعيب الأرناؤوط، طبعة مؤسسة الرسالة - بيروت (1408هـ)، على المكتبة الشاملة نسخة محفوظة 02 فبراير 2018 على موقع واي باك مشين.
54. ↑  كتاب المراسيل، تحقيق: عبد العزيز عز الدين السيروان، دار القلم، (1406هـ - 1986) - المكتبة الوقفية نسخة محفوظة 02 فبراير 2018 على موقع واي باك مشين.
55. ↑  إثارة الفوائد، كتاب الناسخ والمنسوخ لأبي داود السجستاني في جزءين، صـ 1، مكتبة إسلام ويب نسخة محفوظة 02 فبراير 2018 على موقع واي باك مشين.
56. ↑  كتاب : رسالة أبي داود إلى أهل مكة وغيرهم في وصف سننه، المؤلف : سليمان بن الأشعث أبو داود، موقع الكتاب الإسلامي، اطلع عليه في 13 نوفمبر 2017 نسخة محفوظة 08 نوفمبر 2017 على موقع واي باك مشين.
57. ↑  البعث والنشور الحياة بعد الموت، تحقيق أبي إسحاق الحويني، مكتبة التراث الإسلامي، سنة النشر: 1986 - المكتبة الوقفية نسخة محفوظة 02 فبراير 2018 على موقع واي باك مشين.
58. ↑  سؤالات أبي داود السجستياني للإمام أحمد بن حنبل في الرواة، تحقيق: زياد محمد منصور، مكتبة العلوم والحكم، 1414هـ - 1994، المكتبة الوقفية نسخة محفوظة 02 فبراير 2018 على موقع واي باك مشين.
59. ↑  جزء فيه المسائل التي حلف عليها أحمد، لمحمد بن القاضي أبي يعلي أبي الحسين، دار العاصمة، المكتبة الوقفية نسخة محفوظة 02 فبراير 2018 على موقع واي باك مشين.
60. 1 2  إسماعيل البغدادي. هدية العارفين، جـ 1. دار إحياء التراث، بيروت. ص. 395. مؤرشف من الأصل في 31 يناير 2018. اطلع عليه بتاريخ أكتوبر 2020. {{استشهاد بكتاب}}: تحقق من التاريخ في: |تاريخ الوصول= (مساعدة)

### بِلُغاتٍ أجنبيَّة
1. ↑  Wink pg 51-52;"It is not accident that, among the Arabs, the Tribe of the Azd 'Uman were instrumental in the conquest of Fars, Makran and Sind, and that for some time they became the dominant Arab tribe in the eastern caliphate."
2. ↑  Al-Bastawī، ʻAbd al-ʻAlīm ʻAbd al-ʻAẓīm (1990). Al-Imām al-Jūzajānī wa-manhajuhu fi al-jarḥ wa-al-taʻdīl. Maktabat Dār al-Ṭaḥāwī. ص. 9.

## وصلات خارجية
- الكتب المتعلقة بأبي داود السجستاني، على موقع طريق الإسلام.
- ترجمة مختصرة لأبي داود، على موقع التوحيد.
- ترجمة مختصرة لأبي داود السجستاني، على موقع طريق الإسلام.